# Jean-Philippe Rohr
Jean-Philippe Rohr (* 23. Dezember 1961 in Metz) ist ein ehemaliger französischer Fußballspieler.

## Karriere

### Verein
Seine Profikarriere begann Jean-Philippe Rohr beim FC Metz. Sein Profidebüt gab Rohr am 27. Mai 1980, als er am 38. und letzten Spieltag, gegen den RC Lens, in der 64. Minute für Philippe Hinschberger eingewechselt wurde. Seinen Durchbruch schaffte er in der Saison 1982/83, als er in jener Saison einen Stammplatz erkämpfen konnte. In der Saison darauf gewann er den französischen Pokal. Im Finale wurde die AS Monaco mit 2:0 nach Verlängerung bezwungen. In der Saison darauf spielte Rohr auch erstmals im Europapokal, da der FC Metz als Pokalsieger die Startberechtigung für den Europapokal der Pokalsieger hatte. In der ersten Runde sorgte man hierbei für eine faustdicke Überraschung, als man den spanischen Großklub FC Barcelona rauswerfen konnte. Im Hinspiel, in der Rohr auch sein Europapokaldebüt gab und auch sein erstes Tor im Europapokal machte, verlor der FC Metz mit 2:4. Im Rückspiel im Camp Nou bezwang man die Katalanen mit 4:1. In der zweiten Runde erwies sich Dynamo Dresden, aus der DDR, sich als zu groß. Nach seiner Karriere in Metz spielte Rohr für den OGC Nizza. Bei den Südfranzosen wurde Rohr ebenfalls Stammspieler und spielte bis 1987. Dann wechselte der gebürtige Metzer zum AS Monaco. Dort hielt es ihn nur bis 1989. Aus diesem Grund wechselte er zurück nach Nizza, um nach zwei Jahren seine Karriere zu beenden.

### Nationalmannschaft
Jean-Philippe Rohr nahm 1984 mit der französischen Olympiamannschaft an den Olympischen Sommerspielen teil. Am 9. September 1987 bestritt er sein einziges Länderspiel für die A-Nationalmannschaft, als er beim 1:1 in der EM-Qualifikation gegen die Sowjetunion in Moskau nach 74 Minuten für den französischen Torschützen José Touré eingewechselt wurde.

### Erfolge
- Sieger des Französischen Fußballpokals mit dem FC Metz 1984
- Gold bei den Olympischen Sommerspielen 1984
- Französischer Meister 1988 mit dem AS Monaco